# Dyskografia Kanye Westa
Dyskografia Kanye Westa, amerykańskiego rapera, wokalisty oraz producenta muzycznego, składa się z dziesięciu albumów studyjnych, dwóch płyt kolaboracyjnych, dwóch DVD oraz osiemdziesięciu pięciu singli.

## Albumy

### Albumy studyjne
| Rok                                                                           | Album | Najwyższe pozycje na listach | Najwyższe pozycje na listach | Najwyższe pozycje na listach | Najwyższe pozycje na listach | Najwyższe pozycje na listach | Najwyższe pozycje na listach | Najwyższe pozycje na listach | Najwyższe pozycje na listach | Najwyższe pozycje na listach | Najwyższe pozycje na listach | Sprzedaż                           | Certyfikaty |
| Rok                                                                           | Album | US                           | US R&B                       | NZL                          | CAN                          | FRA                          | GER                          | HOL                          | SZW                          | SWI                          | UK                           | Sprzedaż                           | Certyfikaty |
| ----------------------------------------------------------------------------- | --- | ---------------------------- | ---------------------------- | ---------------------------- | ---------------------------- | ---------------------------- | ---------------------------- | ---------------------------- | ---------------------------- | ---------------------------- | ---------------------------- | ---------------------------------- | --- |
| 2004                                                                          | The College Dropout - Wydany: 10 lutego 2004 - Wytwórnia: Roc-A-Fella, Def Jam - Format: CD, LP, digital download                           | 2                            | 1                            | –                            | –                            | 160                          | 77                           | 53                           | 39                           | 96                           | 12                           | - Świat: 8.000.000 - US: 3.358.000 | - CAN: platyna - NZL: złoto - UK: 2× platyna - US: 2× platyna                                                                      |
| 2005                                                                          | Late Registration - Wydany: 30 sierpnia 2005 - Wytwórnia: Roc-A-Fella, Def Jam - Format: CD, LP, digital download                           | 1                            | 1                            | 14                           | 1                            | 36                           | 14                           | 24                           | 11                           | 9                            | 2                            | - Świat: 7.800.000 - US: 3.643.000 | - AUS: platyna - CAN: 2× platyna - DAN: platyna - IRL: 2× platyna - NZL: 2x platyna - UK: 2× platyna - US: 3× platyna              |
| 2007                                                                          | Graduation - Wydany: 11 września 2007 - Wytwórnia: Roc-A-Fella, Def Jam - Format: CD, LP, digital download                                  | 1                            | 1                            | 2                            | 1                            | 9                            | 10                           | 11                           | 6                            | 3                            | 1                            | - Świat: 6.500.000 - US: 2.700.000 | - AUS: platyna - CAN: 2× platyna - IRL: platyna - JAP: złoto - NZL: złoto - ROS: złoto - SWI: złoto - UK: platyna - US: 2× platyna |
| 2008                                                                          | 808s & Heartbreak - Wydany: 24 listopada 2008 - Wytwórnia: Roc-A-Fella, Def Jam - Format: CD, LP, digital download                          | 1                            | 1                            | 12                           | 4                            | 52                           | 30                           | 42                           | –                            | 13                           | 11                           | - Świat: 4.150.000 - US: 1.700.000 | - AUS: złoto - CAN: platyna - IRL: platyna - UK: złoto - US: 2x platyna                                                            |
| 2010                                                                          | My Beautiful Dark Twisted Fantasy - Wydany: 22 listopada 2010 - Wytwórnia: Roc-A-Fella, Def Jam - Format: CD, LP, digital download          | 1                            | 1                            | 6                            | 1                            | 28                           | 19                           | 17                           | 19                           | 10                           | 16                           | - Świat: 2.900.000 - US: 1.300.000 | - AUS: platyna - DAN: złoto - UK: złoto - US: platyna                                                                              |
| 2013                                                                          | Yeezus - Wydany: 18 lipca 2013 - Wytwórnia: Roc-A-Fella, Def Jam - Format: CD, CC, digital download                                         | 1                            | 1                            | 1                            | 1                            | 1                            | 15                           | 4                            | 1                            | 6                            | 1                            | - Świat: 1.350.000 - US: 750.000   | - AUS: złoto - DAN: złoto - UK: złoto - US: platyna                                                                                |
| 2016                                                                          | The Life of Pablo - Wydany: 14 lutego 2016 - Wytwórnia: GOOD Music, Def Jam - Format: Streaming audio                                       | 1                            | 2                            | 2                            | —                            | 6                            | —                            | —                            | 8                            | —                            | 30                           |                                    | - DAN: 2x platyna - UK: złoto - US: platyna - POL: platyna                                                                         |
| 2018                                                                          | Ye - Wydany: 1 czerwca 2018 - Wytwórnia: GOOD Music, Def Jam - Format: CD, LP, streaming audio, digital download                            | 1                            | 1                            | 1                            | 1                            | 51                           | 25                           | —                            | 5                            | 7                            | 2                            | - Świat: 400.000 - US: 85.000      | - UK: srebro - US: złoto - POL: złoto                                                                                              |
| 2019                                                                          | Jesus is King - Wydany: 25 października 2019 - Wytwórnia: GOOD Music, Def Jam - Format: CD, LP, cassette, streaming audio, digital download | 1                            | 1                            | 1                            | 1                            | 16                           | 19                           | —                            | 2                            | —                            | 2                            | - US: 109.000                      | - US: złoto |
| 2021                                                                          | Donda - Wydany: 29 sierpnia 2021 - Wytwórnia: GOOD Music, Def Jam - Format: CD, LP, digital download                                        |                              |                              |                              |                              |                              |                              |                              |                              |                              |                              |                                    | - POL: platyna |
| "—" Album nie zajął miejsc na listach lub nie został wydany w danym państwie. | |                              |                              |                              |                              |                              |                              |                              |                              |                              |                              |                                    | |

### Albumy kolaboracyjne
| Rok                                                                           | Album | Najwyższe pozycje na listach | Najwyższe pozycje na listach | Najwyższe pozycje na listach | Najwyższe pozycje na listach | Najwyższe pozycje na listach | Najwyższe pozycje na listach | Najwyższe pozycje na listach | Najwyższe pozycje na listach | Najwyższe pozycje na listach | Najwyższe pozycje na listach | Sprzedaż                            | Certyfikaty                                                            |
| Rok                                                                           | Album | US                           | US R&B                       | NZL                          | CAN                          | FRA                          | GER                          | HOL                          | SZW                          | SWI                          | UK                           | Sprzedaż                            | Certyfikaty                                                            |
| ----------------------------------------------------------------------------- | --- | ---------------------------- | ---------------------------- | ---------------------------- | ---------------------------- | ---------------------------- | ---------------------------- | ---------------------------- | ---------------------------- | ---------------------------- | ---------------------------- | ----------------------------------- | ---------------------------------------------------------------------- |
| 2011                                                                          | Watch the Throne (z Jayem-Z) - Wydany: 8 sierpnia 2011 - Wytwórnia: Roc-A-Fella, Roc Nation - Format: CD, digital download | 1                            | 1                            | 2                            | 1                            | 10                           | 2                            | 3                            | 27                           | 1                            | 3                            | - Świat: 2.000.000 - US: 1.650.000+ | - AUS: platyna - CAN: platyna - SZW: złoto - UK: platyna - US: Platyna |
| 2018                                                                          | Kids See Ghosts (z Kid Cudi) - Wydany: 8 czerwca 2018 - Wytwórnia: GOOD, Def Jam - Format: CD, LP, digital download        | 2                            | 1                            | 1                            | 4                            | 3                            | 33                           | 2                            | 3                            | 12                           | 7                            | - Świat: 180.000 - US: 101.000      |                                                                        |
| "–" Album nie zajął miejsc na listach lub nie został wydany w danym państwie. | |                              |                              |                              |                              |                              |                              |                              |                              |                              |                              |                                     |                                                                        |

### Albumy koncertowe
| Rok                                                                           | Album | Najwyższa pozycja |
| Rok                                                                           | Album | US                |
| ----------------------------------------------------------------------------- | --- | ----------------- |
| 2006                                                                          | Late Orchestration - Wydany: 24 sierpnia 2006 - Wytwórnia: Roc-A-Fella, Def Jam - Format: CD, digital download          | 59                |
| 2010                                                                          | VH1 Storytellers: Kanye West - Wydany: 5 stycznia 2010 - Wytwórnia: Roc-A-Fella, Def Jam - Format: CD, digital download | —                 |
| "–" Album nie zajął miejsc na listach lub nie został wydany w danym państwie. | |                   |

### Mixtape’y
- Can't Tell Me Nothing: The Official Mixtape (2007)

## Single

### Single solowe
| Rok                                                                            | Singel                                                               | Najwyższe pozycje na listach | Najwyższe pozycje na listach | Najwyższe pozycje na listach | Najwyższe pozycje na listach | Najwyższe pozycje na listach | Najwyższe pozycje na listach | Najwyższe pozycje na listach | Najwyższe pozycje na listach | Najwyższe pozycje na listach | Najwyższe pozycje na listach | Certyfikaty | Album                             |
| Rok                                                                            | Singel                                                               | US                           | US R&B                       | US RAP                       | AUS                          | CAN                          | GER                          | IRL                          | HOL                          | SZW                          | UK                           | Certyfikaty | Album                             |
| ------------------------------------------------------------------------------ | -------------------------------------------------------------------- | ---------------------------- | ---------------------------- | ---------------------------- | ---------------------------- | ---------------------------- | ---------------------------- | ---------------------------- | ---------------------------- | ---------------------------- | ---------------------------- | --- | --------------------------------- |
| 2003                                                                           | "Through the Wire"                                                   | 15                           | 8                            | 4                            | 81                           | 23                           | 61                           | 24                           | 25                           | 27                           | 9                            | - UK: srebro - US: złoto                                                                                       | The College Dropout               |
| 2004                                                                           | "All Falls Down" (feat. Syleena Johnson)                             | 7                            | 4                            | 2                            | –                            | 9                            | 72                           | 23                           | 85                           | –                            | 10                           | - UK: srebro - US: złoto                                                                                       | The College Dropout               |
| 2004                                                                           | "Jesus Walks"                                                        | 11                           | 2                            | 3                            | 37                           | 4                            | –                            | 18                           | –                            | –                            | 16                           | - UK: srebro - US: 2x platyna                                                                                  | The College Dropout               |
| 2004                                                                           | "The New Workout Plan"                                               | –                            | 59                           | –                            | –                            | –                            | –                            | –                            | –                            | –                            | —                            | | The College Dropout               |
| 2005                                                                           | "Diamonds from Sierra Leone"                                         | 43                           | 21                           | 11                           | 52                           | 18                           | 67                           | 19                           | 56                           | 30                           | 8                            | - US: złoto | Late Registration                 |
| 2005                                                                           | "Gold Digger" (feat. Jamie Foxx)                                     | 1                            | 1                            | 1                            | 1                            | 2                            | 35                           | 3                            | 22                           | 34                           | 2                            | - AUS: 4x platyna - ITL: złoto - NZL: złoto - UK: platyna - US: 5x platyna                                     | Late Registration                 |
| 2005                                                                           | "Heard 'Em Say" (feat. Adam Levine)                                  | 26                           | 17                           | 12                           | 27                           | 19                           | 95                           | 23                           | 67                           | –                            | 22                           | - US: złoto | Late Registration                 |
| 2006                                                                           | "Touch the Sky" (feat. Lupe Fiasco)                                  | 42                           | 23                           | 10                           | 10                           | 36                           | 97                           | 14                           | 64                           | –                            | 6                            | - UK: srebro - US: złoto                                                                                       | Late Registration                 |
| 2006                                                                           | "Drive Slow" (feat. T.I., Paul Wall & GLC)                           | –                            | –                            | –                            | –                            | –                            | –                            | –                            | –                            | –                            | —                            | | Late Registration                 |
| 2007                                                                           | "Can't Tell Me Nothing"                                              | 41                           | 20                           | 8                            | –                            | 16                           | –                            | –                            | –                            | –                            | 107                          | - US: platyna                                                                                                  | Graduation                        |
| 2007                                                                           | "Stronger"                                                           | 1                            | 30                           | 3                            | 2                            | 1                            | 17                           | 2                            | 35                           | 19                           | 1                            | - AUS: 4x platyna - ITL: platyna - NZL: złoto - UK: platyna - US: 7× platyna                                   | Graduation                        |
| 2007                                                                           | "Good Life" (feat. T-Pain)                                           | 7                            | 3                            | 1                            | 21                           | 23                           | 78                           | 24                           | –                            | –                            | 23                           | - UK: srebro - US: 2x platyna                                                                                  | Graduation                        |
| 2007                                                                           | "Flashing Lights" (feat. Dwele)                                      | 29                           | 12                           | 2                            | 82                           | 54                           | –                            | 21                           | –                            | –                            | 29                           | - US: platyna                                                                                                  | Graduation                        |
| 2008                                                                           | "Homecoming" (feat. Chris Martin)                                    | 69                           | 53                           | 15                           | 32                           | 79                           | 17                           | 5                            | 39                           | 19                           | 9                            | - US: platyna                                                                                                  | Graduation                        |
| 2008                                                                           | "Love Lockdown"                                                      | 3                            | 26                           | –                            | 18                           | 5                            | 8                            | 4                            | 10                           | 11                           | 8                            | - AUS: złoto - DAN: złoto - NZL: złoto - US: 3× platyna                                                        | 808s & Heartbreak                 |
| 2008                                                                           | "Heartless"                                                          | 2                            | 4                            | 1                            | 40                           | 8                            | 37                           | 11                           | 31                           | 17                           | 10                           | - NZL: złoto - UK: srebro - US: 5× platyna                                                                     | 808s & Heartbreak                 |
| 2009                                                                           | "Amazing" (feat. Young Jeezy)                                        | 81                           | 65                           | 22                           | –                            | –                            | –                            | –                            | –                            | 42                           | –                            | - US: platyna                                                                                                  | 808s & Heartbreak                 |
| 2009                                                                           | "Paranoid" (feat. Mr Hudson)                                         | 118                          | –                            | –                            | 90                           | –                            | –                            | –                            | –                            | –                            | –                            | | 808s & Heartbreak                 |
| 2010                                                                           | "Power" (feat. Dwele)                                                | 22                           | 22                           | 14                           | 100                          | 49                           | –                            | 40                           | –                            | –                            | 36                           | - UK: złoto - US: 2x platyna                                                                                   | My Beautiful Dark Twisted Fantasy |
| 2010                                                                           | "Monster" (feat. Jay-Z, Rick Ross, Bon Iver & Nicki Minaj)           | 18                           | 30                           | 15                           | –                            | 43                           | –                            | –                            | –                            | –                            | 146                          | - US: platyna                                                                                                  | My Beautiful Dark Twisted Fantasy |
| 2010                                                                           | "Runaway" (feat. Pusha T)                                            | 12                           | 30                           | 9                            | 46                           | 13                           | –                            | –                            | –                            | 28                           | 56                           | - AUS: złoto - US: platyna                                                                                     | My Beautiful Dark Twisted Fantasy |
| 2011                                                                           | "All of the Lights" (feat. Rihanna)                                  | 18                           | 2                            | 2                            | 24                           | 53                           | 75                           | 13                           | –                            | –                            | 15                           | - AUS: platyna - NZL: złoto - UK: platyna - US: 4x platyna                                                     | My Beautiful Dark Twisted Fantasy |
| 2012                                                                           | "Mercy" (feat. Big Sean, Pusha T & 2 Chainz)                         | 14                           | 1                            | 1                            | 60                           | 46                           | –                            | –                            | –                            | –                            | 82                           | - US: platyna                                                                                                  | Cruel Summer                      |
| 2012                                                                           | "Cold" (feat. DJ Khaled)                                             | 86                           | 69                           | –                            | –                            | 85                           | –                            | –                            | –                            | –                            | –                            | | Cruel Summer                      |
| 2013                                                                           | "Blackskinhead"                                                      | 69                           | 21                           | 15                           | 58                           | 68                           | –                            | –                            | 55                           | –                            | 34                           | - UK: złoto - US: platyna                                                                                      | Yeezus                            |
| 2013                                                                           | "Bound 2"                                                            | 12                           | 3                            | 3                            | 56                           | –                            | –                            | –                            | 58                           | –                            | 55                           | - US: platyna                                                                                                  | Yeezus                            |
| 2014                                                                           | "Only One" (feat. Paul McCartney)                                    | 35                           | 11                           | –                            | 8                            | 31                           | 32                           | 43                           | 8                            | 38                           | 28                           | - US: platyna                                                                                                  | Single niealbumowe                |
| 2015                                                                           | "FourFiveSeconds" (oraz Rihanna i McCartney)                         | 4                            | 1                            | –                            | 1                            | 4                            | 3                            | 1                            | 1                            | 3                            | 3                            | - AUS: 3x platyna - GER: platyna - NZL: złoto - POL: 3x platyna - SZW: złoto - UK: 2x platyna - US: 3x platyna | Single niealbumowe                |
| 2015                                                                           | "All day" (feat. Theophilus London, Allan Kingdom and Paul McCartne) | 14                           | 1                            | 1                            | 60                           | 46                           | –                            | –                            | –                            | –                            | 82                           | - US: złoto | Single niealbumowe                |
| 2016                                                                           | "Famous"                                                             | 34                           | 13                           | 8                            | 42                           | 46                           | 31                           | –                            | 28                           | 38                           | 33                           | - AUS: złoto - CAN: platyna - ITL: złoto - UK: srebro - US: 2x platyna                                         | The Life of Pablo                 |
| 2016                                                                           | "Father Stretch My Hands, Pt. 1"                                     | 37                           | 14                           | 9                            | 43                           | 46                           | 51                           | –                            | –                            | 28                           | 54                           | - UK: srebro - US: 2x platyna - POL: platyna                                                                   | The Life of Pablo                 |
| 2016                                                                           | "Fade"                                                               | 47                           | 12                           | –                            | 69                           | 46                           | 37                           | –                            | 75                           | –                            | 50                           | - UK: srebro                                                                                                   | The Life of Pablo                 |
| 2018                                                                           | "Yikes"                                                              | 8                            | 7                            | 6                            | 18                           | 6                            | 84                           | 16                           | 77                           | 73                           | 10                           | - US: złoto | Ye                                |
| 2018                                                                           | "All Mine"                                                           | 11                           | 9                            | 8                            | 10                           | 12                           | 75                           | 13                           | 46                           | 30                           | 11                           | - US: złoto | Ye                                |
| 2018                                                                           | "I Love It" (oraz Lil Pump)                                          | 6                            | 1                            | 5                            | 4                            | 1                            | 9                            | 2                            | 8                            | 1                            | 3                            | - DAN: złoto - NZL: złoto - UK: srebro - US: złoto - POL: złoto                                                | Harverd Dropout                   |
| 2019                                                                           | „Follow God”                                                         |                              |                              |                              |                              |                              |                              |                              |                              |                              |                              | - POL: złoto                                                                                                   | Jesus Is King                     |
| 2021                                                                           | „Off the Grid” (gośc. Playboi Carti, Fivio Foreign                   |                              |                              |                              |                              |                              |                              |                              |                              |                              |                              | - POL: złoto                                                                                                   | Donda                             |
| "–" Singel nie zajął miejsc na listach lub nie został wydany w danym państwie. |                                                                      |                              |                              |                              |                              |                              |                              |                              |                              |                              |                              | |                                   |

### Single kolaboracyjne
| Rok                                                                            | Singel                                                 | Najwyższe pozycje na listach | Najwyższe pozycje na listach | Najwyższe pozycje na listach | Najwyższe pozycje na listach | Najwyższe pozycje na listach | Najwyższe pozycje na listach | Najwyższe pozycje na listach | Najwyższe pozycje na listach | Najwyższe pozycje na listach | Najwyższe pozycje na listach | Certyfikaty                                                                               | Album            |
| Rok                                                                            | Singel                                                 | US                           | US R&B                       | US RAP                       | AUS                          | CAN                          | GER                          | IRL                          | HOL                          | SZW                          | UK                           | Certyfikaty                                                                               | Album            |
| ------------------------------------------------------------------------------ | ------------------------------------------------------ | ---------------------------- | ---------------------------- | ---------------------------- | ---------------------------- | ---------------------------- | ---------------------------- | ---------------------------- | ---------------------------- | ---------------------------- | ---------------------------- | ----------------------------------------------------------------------------------------- | ---------------- |
| 2011                                                                           | "H•A•M" (z Jayem-Z)                                    | 23                           | 24                           | 15                           | 78                           | 47                           | –                            | 40                           | 53                           | –                            | 30                           | - US: złoto                                                                               | Watch the Throne |
| 2011                                                                           | "Otis" (z Jayem-Z, feat. Otis Redding)                 | 12                           | 2                            | 2                            | 42                           | 37                           | 69                           | –                            | 73                           | 61                           | 28                           | - CAN: złoto - UK: srebro                                                                 | Watch the Throne |
| 2011                                                                           | "Niggas in Paris" (z Jayem-Z)                          | 5                            | 1                            | 1                            | 71                           | 16                           | 82                           | 29                           | 37                           | 44                           | 10                           | - AUS: 2x platyna - CAN: platyna - DAN: złoto - ITL: złoto - UK: platyna - US: 5× platyna | Watch the Throne |
| 2011                                                                           | "Why I Love You" (z Jayem-Z, feat. Mr. Hudson)         | –                            | –                            | –                            | –                            | –                            | –                            | –                            | –                            | –                            | 87                           |                                                                                           | Watch the Throne |
| 2011                                                                           | "Gotta Have It" (z Jayem-Z)                            | 69                           | 14                           | 13                           | –                            | –                            | –                            | –                            | –                            | –                            | —                            | - US: platyna                                                                             | Watch the Throne |
| 2012                                                                           | "No Church in the Wild" (z Jayem-Z, feat. Frank Ocean) | 72                           | 31                           | 20                           | –                            | 92                           | –                            | 84                           | –                            | –                            | 37                           | - DAN: platyna - US: platyna                                                              | Watch the Throne |
| "–" Singel nie zajął miejsc na listach lub nie został wydany w danym państwie. |                                                        |                              |                              |                              |                              |                              |                              |                              |                              |                              |                              |                                                                                           |                  |

### Single z gościnnym udziałem Westa
| Rok                                                                            | Singel | Najwyższe pozycje na listach | Najwyższe pozycje na listach | Najwyższe pozycje na listach | Najwyższe pozycje na listach | Najwyższe pozycje na listach | Najwyższe pozycje na listach | Najwyższe pozycje na listach | Album                                       |
| Rok                                                                            | Singel | US                           | US R&B                       | US RAP                       | CAN                          | FRA                          | GER                          | UK                           | Album                                       |
| ------------------------------------------------------------------------------ | --- | ---------------------------- | ---------------------------- | ---------------------------- | ---------------------------- | ---------------------------- | ---------------------------- | ---------------------------- | ------------------------------------------- |
| 2003                                                                           | "Champions" (Damon Dash feat. Kanye West, Beanie Sigel, Cam’ron, Young Chris & Twista)                     | –                            | 109                          | –                            | –                            | –                            | –                            | —                            | Paid in Full OST                            |
| 2003                                                                           | "Slow Jamz" (Twista feat. Kanye West & Jamie Foxx)                                                         | 1                            | 1                            | 1                            | –                            | –                            | 58                           | 3                            | Kamikaze & The College Dropout              |
| 2004                                                                           | "Hold On" (Dwele feat. Kanye West)                                                                         | –                            | 53                           | –                            | –                            | –                            | –                            | —                            | Subject                                     |
| 2004                                                                           | "My Baby" (Janet Jackson feat. Kanye West)                                                                 | –                            | 109                          | –                            | –                            | –                            | –                            | —                            | Damita Jo                                   |
| 2004                                                                           | "This Way" (Dilated Peoples feat. Kanye West)                                                              | 78                           | 41                           | 22                           | –                            | –                            | –                            | —                            | Neighborhood Watch                          |
| 2004                                                                           | "Talk About Our Love" (Brandy feat. Kanye West)                                                            | 36                           | 16                           | –                            | –                            | –                            | 89                           | 6                            | Afrodisiac                                  |
| 2004                                                                           | "The Food" (Common feat. Kanye West & DJ Dummy)                                                            | –                            | –                            | –                            | –                            | –                            | –                            | —                            | Be                                          |
| 2004                                                                           | "Higher" (Do or Die feat. Kanye West)                                                                      | –                            | 63                           | –                            | –                            | –                            | –                            | —                            | D.O.D.                                      |
| 2004                                                                           | "Real Love" (Rell feat. Kanye West)                                                                        | –                            | 113                          | –                            | –                            | –                            | –                            | —                            | singel niealbumowy                          |
| 2004                                                                           | "Selfish" (Slum Village feat. John Legend & Kanye West)                                                    | 55                           | 20                           | 15                           | –                            | –                            | –                            | —                            | Detroit Deli (A Taste of Detroit)           |
| 2004                                                                           | "I Changed My Mind" (Keyshia Cole feat. Kanye West)                                                        | 71                           | 23                           | –                            | –                            | –                            | –                            | 48                           | The Way It Is                               |
| 2004                                                                           | "Down & Out" (Cam’ron feat. Syleena Johnson & Kanye West)                                                  | 94                           | 29                           | 20                           | –                            | –                            | –                            | —                            | Purple Haze                                 |
| 2005                                                                           | "The Corner" (Common feat. Kanye West & The Last Poets)                                                    | 110                          | 42                           | –                            | –                            | –                            | –                            | —                            | Be                                          |
| 2005                                                                           | "Go!" (Common feat. Kanye West & John Mayer)                                                               | 79                           | 31                           | 21                           | –                            | –                            | –                            | 79*                          | Be                                          |
| 2005                                                                           | "Number One" (John Legend feat. Kanye West)                                                                | –                            | 86                           | –                            | –                            | –                            | –                            | 62                           | Get Lifted                                  |
| 2005                                                                           | "Brand New" (Rhymefest feat. Kanye West)                                                                   | –                            | –                            | –                            | –                            | –                            | –                            | 32                           | Blue Collar                                 |
| 2005                                                                           | "Extravaganza" (Jamie Foxx feat. Kanye West)                                                               | –                            | 52                           | –                            | –                            | –                            | 99                           | 43                           | Unpredictable                               |
| 2006                                                                           | "Grammy Family" (DJ Khaled feat. Consequence, John Legend & Kanye West)                                    | –                            | 124                          | –                            | –                            | –                            | –                            | —                            | Listennn... the Album                       |
| 2006                                                                           | "Number One" (Pharrell feat. Kanye West)                                                                   | 57                           | 40                           | –                            | –                            | –                            | –                            | 31                           | In My Mind                                  |
| 2007                                                                           | "Wouldn't Get Far" (The Game feat. Kanye West)                                                             | 64                           | 26                           | 11                           | –                            | –                            | –                            | —                            | Doctor’s Advocate                           |
| 2007                                                                           | "Anything" (Patti LaBelle feat. Kanye West & Consequence)                                                  | –                            | 64                           | –                            | –                            | –                            | –                            | —                            | The Gospel According to Patti LaBelle       |
| 2007                                                                           | "I Still Love H.E.R." (Teriyaki Boyz featu. Kanye West)                                                    | –                            | –                            | –                            | –                            | –                            | –                            | —                            | Serious Japanese                            |
| 2007                                                                           | "Pro Nails" (Kid Sister feat. Kanye West)                                                                  | 21                           | –                            | –                            | –                            | –                            | –                            | —                            | Ultraviolet                                 |
| 2008                                                                           | "Finer Things" (DJ Felli Fel feat. Jermaine Dupri, Kanye West, Ne-Yo & Fabolous)                           | 101                          | 80                           | 8                            | –                            | –                            | –                            | —                            | singel niealbumowy                          |
| 2008                                                                           | "Beat Goes On" (Madonna feat. Kanye West)                                                                  | –                            | –                            | –                            | 82                           | –                            | –                            | —                            | Hard Candy                                  |
| 2008                                                                           | "American Boy" (Estelle feat. Kanye West)                                                                  | 9                            | 55                           | –                            | 9                            | 3                            | 5                            | 1                            | Shine                                       |
| 2008                                                                           | "Put On" (Young Jeezy feat. Kanye West)                                                                    | 12                           | 3                            | 1                            | 46                           | –                            | –                            | —                            | The Recession                               |
| 2008                                                                           | "Everybody" (Fonzworth Bentley feat. Kanye West & André 3000)                                              | –                            | 111                          | –                            | –                            | –                            | –                            | —                            | C.O.L.O.U.R.S.                              |
| 2008                                                                           | "Stay Up! (Viagra)" (88-Keys feat. Kanye West)                                                             | –                            | –                            | –                            | –                            | –                            | –                            | —                            | The Death of Adam                           |
| 2008                                                                           | "Swagga Like Us" (T.I. feat. Kanye West, Jay-Z & Lil Wayne)                                                | 5                            | 11                           | 4                            | 19                           | –                            | –                            | 33                           | Paper Trail                                 |
| 2008                                                                           | "Go Hard" (DJ Khaled feat. Kanye West & T-Pain)                                                            | 69                           | 53                           | 19                           | –                            | –                            | –                            | —                            | We Global                                   |
| 2008                                                                           | "Therapy" (T-Pain feat. Kanye West)                                                                        | 106                          | –                            | –                            | 64                           | –                            | –                            | —                            | Thr33 Ringz                                 |
| 2008                                                                           | "The Big Screen" (GLC feat. Kanye West)                                                                    | –                            | –                            | –                            | –                            | –                            | –                            | —                            | Love, Life & Loyalty                        |
| 2008                                                                           | "What It Is" (Sophia Fresh feat. Kanye West)                                                               | –                            | 110                          | –                            | –                            | –                            | –                            | —                            | singel niealbumowy                          |
| 2009                                                                           | "Knock You Down" (Keri Hilson feat. Kanye West & Ne-Yo)                                                    | 3                            | 1                            | –                            | 9                            | –                            | 30                           | 5                            | In a Perfect World...                       |
| 2009                                                                           | "Kinda Like a Big Deal" (Clipse feat. Kanye West)                                                          | 119                          | –                            | –                            | –                            | –                            | –                            | —                            | Till the Casket Drops                       |
| 2009                                                                           | "Walkin' on the Moon" (The-Dream feat. Kanye West)                                                         | 87                           | 38                           | –                            | –                            | –                            | –                            | —                            | Love vs. Money                              |
| 2009                                                                           | "Supernova" (Mr Hudson feat. Kanye West)                                                                   | 112                          | –                            | –                            | –                            | –                            | –                            | 2                            | Straight No Chaser                          |
| 2009                                                                           | "Maybach Music 2" (Rick Ross feat. T-Pain, Kanye West & Lil Wayne)                                         | 92                           | 54                           | –                            | –                            | –                            | –                            | —                            | Deeper Than Rap                             |
| 2009                                                                           | "Make Her Say" (Kid Cudi feat. Kanye West & Common)                                                        | 43                           | 39                           | 11                           | 78                           | –                            | 85                           | 67                           | Man on the Moon: The End of Day             |
| 2009                                                                           | "Digital Girl" (Jamie Foxx feat. Kanye West, & The-Dream)                                                  | 92                           | 38                           | –                            | –                            | –                            | –                            | —                            | Intuition                                   |
| 2009                                                                           | "Run This Town" (Jay-Z feat. Kanye West & Rihanna)                                                         | 2                            | 3                            | 1                            | 6                            | –                            | 18                           | 1                            | The Blueprint 3                             |
| 2009                                                                           | "Forever" (Drake feat. Kanye West, Lil Wayne & Eminem)                                                     | 8                            | 2                            | 1                            | 26                           | –                            | –                            | 42                           | More Than a Game OST & Relapse: Refill      |
| 2010                                                                           | "We Are the World 25 for Haiti" (z Artists for Haiti)                                                      | 2                            | –                            | –                            | 7                            | –                            | –                            | 50                           | singel niealbumowy                          |
| 2010                                                                           | "Erase Me" (Kid Cudi feat. Kanye West)                                                                     | 22                           | –                            | –                            | 12                           | –                            | –                            | 58                           | Man on the Moon II: The Legend of Mr. Rager |
| 2010                                                                           | "Start It Up" (Lloyd Banks feat. Kanye West, Ryan Leslie, Swizz Beats & Fabolous)                          | 105                          | 52                           | –                            | –                            | 1                            | –                            | —                            | The Hunger for More 2                       |
| 2010                                                                           | "Hurricane" (30 Seconds to Mars feat. Kanye West)                                                          | –                            | –                            | –                            | –                            | 8                            | 45                           | 76                           | This Is War                                 |
| 2011                                                                           | "E.T." (Katy Perry feat. Kanye West)                                                                       | 1                            | 83                           | –                            | 1                            | 11                           | 10                           | 3                            | Teenage Dream                               |
| 2011                                                                           | "Marvin & Chardonnay" (Big Sean feat. Kanye West & Roscoe Dash)                                            | 32                           | 1                            | 4                            | –                            | –                            | –                            | –                            | Finally Famous                              |
| 2012                                                                           | "I Wish You Would" (DJ Khaled feat. Kanye West & Rick Ross)                                                | 78                           | 70                           | –                            | –                            | –                            | –                            | –                            | Kiss the Ring                               |
| 2012                                                                           | "Pride N Joy" (Fat Joe feat. Kanye West, Miguel, Jadakiss, Mos Def, DJ Khaled, Roscoe Dash & Busta Rhymes) | –                            | 85                           | –                            | –                            | –                            | –                            | –                            | singel niealbumowy                          |
| "–" Singel nie zajął miejsc na listach lub nie został wydany w danym państwie. | |                              |                              |                              |                              |                              |                              |                              |                                             |

## Inne piosenki na listach przebojów
| Rok                                    | Tytuł                                                              | Najwyższe pozycje na listach | Najwyższe pozycje na listach | Najwyższe pozycje na listach | Najwyższe pozycje na listach | Najwyższe pozycje na listach | Album                             |
| Rok                                    | Tytuł                                                              | US                           | US R&B                       | AUS                          | CAN                          | UK                           | Album                             |
| -------------------------------------- | ------------------------------------------------------------------ | ---------------------------- | ---------------------------- | ---------------------------- | ---------------------------- | ---------------------------- | --------------------------------- |
| 2005                                   | "Hey Mama"                                                         | —                            | 109                          | —                            | –                            | —                            | Late Registration                 |
| 2007                                   | "Big Brother"                                                      | —                            | 119                          | —                            | —                            | —                            | Graduation                        |
| 2007                                   | "Barry Bonds" (feat. Lil Wayne)                                    | —                            | 124                          | —                            | —                            | —                            | Graduation                        |
| 2007                                   | "Champion"                                                         | —                            | 99                           | —                            | —                            | —                            | Graduation                        |
| 2008                                   | "See You in My Nightmares" (feat. Lil Wayne)                       | 21                           | —                            | 29                           | 22                           | 111                          | 808s & Heartbreak                 |
| 2008                                   | "Welcome to Heartbreak" (feat. Kid Cudi)                           | —                            | —                            | —                            | —                            | 112                          | 808s & Heartbreak                 |
| 2010                                   | "See Me Now" (feat. Beyoncé & Charlie Wilson)                      | –                            | 102                          | –                            | –                            | –                            | My Beautiful Dark Twisted Fantasy |
| 2010                                   | "So Appalled" (feat. Jay-Z, Pusha T, Swizz Beatz & Cyhi Da Prynce) | –                            | 114                          | –                            | –                            | –                            | My Beautiful Dark Twisted Fantasy |
| 2010                                   | "Dark Fantasy"                                                     | 60                           | 110                          | –                            | 67                           | –                            | My Beautiful Dark Twisted Fantasy |
| 2010                                   | "Gorgeous" (feat. Kid Cudi & Raekwon)                              | 123                          | –                            | –                            | –                            | —                            | My Beautiful Dark Twisted Fantasy |
| 2011                                   | "Christmas in Harlem" (feat. Prynce Cy Hi & Teyana Taylor)         | 113                          | 103                          | —                            | —                            | —                            | utwór niealbumowy                 |
| 2011                                   | "Lift Off" (z Jayem-Z, feat. Beyoncé)                              | 121                          | –                            | 89                           | –                            | 48                           | Watch the Throne                  |
| 2011                                   | "Who Gon Stop Me" (z Jayem-Z)                                      | 44                           | –                            | —                            | 60                           | —                            | Watch the Throne                  |
| 2011                                   | "No Church in the Wild" (z Jayem-Z, feat. Frank Ocean)             | 120                          | 104                          | —                            | —                            | —                            | Watch the Throne                  |
| 2011                                   | "Illest Motherfucker Alive" (z Jayem-Z)                            | 104                          | –                            | —                            | —                            | —                            | Watch the Throne                  |
| 2011                                   | "Welcome to the Jungle" (z Jayym-Z)                                | —                            | 106                          | —                            | —                            | —                            | Watch the Throne                  |
| "–" Utwór nie zajął miejsc na listach. |                                                                    |                              |                              |                              |                              |                              |                                   |

## Gościnnie na innych albumach
| Rok  | Utwór                                           | Artysta                 | Album                                 |
| ---- | ----------------------------------------------- | ----------------------- | ------------------------------------- |
| 1996 | "Line for Line"                                 | Grav                    | Down to Earth                         |
| 1999 | "What You Do to Me"                             | Infamous Syndicate      | Changing the Game                     |
| 2000 | "Let's Get Married" (Reception Remix)           | Jagged Edge             | J.E. Heartbreak                       |
| 2001 | "Welcome 2 Chicago"                             | Abstract Mindstate      |                                       |
| 2001 | "Never Change"                                  | Jay-Z                   | The Blueprint                         |
| 2002 | "The Bounce"                                    | Jay-Z                   | The Blueprint²: The Gift & the Curse  |
| 2003 | "The Good, the Bad and the Ugly"                | Consequence             | Don't Quit Your Day Job!              |
| 2003 | "Knock Knock" (Remix)                           | Monica                  | After the Storm                       |
| 2004 | "Changing Lanes"                                | CHOPS                   | Virtuosity                            |
| 2004 | "U Know"                                        | White Boy               | No Gray Area                          |
| 2004 | "Oh Oh"                                         | Melbeatz                | Rapper's Delight                      |
| 2004 | "Get 'Em High"                                  | Ratatat                 | Ratatat Remixes Vol. 1                |
| 2004 | "So Soulful"                                    | Consequence             | Take 'Em to the Cleaners              |
| 2004 | "03 'til Infinity"                              | Consequence             | Take 'Em to the Cleaners              |
| 2004 | "Take It as a Loss"                             | Consequence             | Take 'Em to the Cleaners              |
| 2004 | "I See Now"                                     | Consequence             | Take 'Em to the Cleaners              |
| 2004 | "Getting Out the Game"                          | Consequence             | Take 'Em to the Cleaners              |
| 2004 | "Turn Yourself In"                              | Consequence             | Take 'Em to the Cleaners              |
| 2004 | "Gettin' It In"                                 | Jadakiss                | Kiss of Death                         |
| 2004 | "Get By" (Remix)                                | Talib Kweli             | Quality                               |
| 2004 | "Down and Out"                                  | Cam’ron                 | Purple Haze                           |
| 2004 | "My Baby"                                       | Janet Jackson           | Damita Jo                             |
| 2004 | "Confessions Part II" (Remix)                   | Usher                   | Confessions                           |
| 2004 | "I Got a Love"                                  | Jin                     | The Rest Is History                   |
| 2004 | "Pusha Man"                                     | Bump J                  |                                       |
| 2004 | "Pusha Man" (Remix)                             | Bump J                  |                                       |
| 2004 | "The Way That U Do"                             | Carl Thomas             |                                       |
| 2004 | "Call Some Hoes"                                | Chamillionaire          | Mixtape Messiah                       |
| 2005 | "Crazy"                                         | Aura                    |                                       |
| 2005 | "Higher"                                        | Do or Die               | D.O.D.                                |
| 2005 | "Paid the Price"                                | Do or Die               | D.O.D.                                |
| 2005 | "They Say"                                      | Common                  | Be                                    |
| 2005 | "Fly Away"                                      | Miri Ben-Ari            | The Hip-Hop Violinist                 |
| 2005 | "Stay the Night"                                | Mariah Carey            | The Emancipation of Mimi              |
| 2005 | "Grown Man, Pt. 2"                              | Young Gunz              | Brothers from Another                 |
| 2005 | "More"                                          | Rhymefest               | Blue Collar                           |
| 2006 | "Tell Me When to Go" (Remix)                    | E-40                    | My Ghetto Report Card                 |
| 2006 | "Back Like That" (Remix)                        | Ghostface Killah        | More Fish                             |
| 2006 | "Like This"                                     | DJ Clue                 | The Professional, Pt. 3               |
| 2006 | "Still Dreaming"                                | Nas                     | Hip Hop Is Dead                       |
| 2006 | "Anything"                                      | Patti LaBelle           | The Gospel According to Patti LaBelle |
| 2006 | "Nirvana"                                       | Psycho Drama            |                                       |
| 2007 | "Classic (Better Than I’ve Ever Been)"          | KRS-One                 | Better Than I've Ever Been            |
| 2007 | "This Ain’t a Scene, It’s an Arms Race" (Remix) | Fall Out Boy            | Infinity on High                      |
| 2007 | "Because of You" (Remix)                        | Ne-Yo                   | Because of You                        |
| 2007 | "My Drink n My 2 Step" (Remix)                  | Cassidy                 | B.A.R.S. The Barry Adrian Reese Story |
| 2007 | "Southside"                                     | Common                  | Finding Forever                       |
| 2007 | "Down"                                          | Chris Brown             | Exclusive                             |
| 2007 | "No One" (Remix)                                | Alicia Keys             | As I Am                               |
| 2007 | "Diamonds"                                      | Ratatat                 | Ratatat Remixes Vol. 2                |
| 2008 | "Everyone Nose" (Remix)                         | N*E*R*D                 | Seeing Sounds                         |
| 2008 | "Billie Jean 2008" (Remix)                      | Michael Jackson         | Thriller 25                           |
| 2008 | "Beat Goes On"                                  | Madonna                 | Hard Candy                            |
| 2008 | "Lollipop" (Remix)                              | Lil Wayne, Static Major | Tha Carter III                        |
| 2008 | "Go Hard" (Remix)                               | DJ Khaled               | We Global                             |
| 2008 | "It's Over"                                     | John Legend             | Evolver                               |
| 2008 | "Promised Land"                                 | Malik Yusef             | G.O.O.D. Morning, G.O.O.D. Night      |
| 2008 | "Plastic"                                       | Really Doe              | First Impressions                     |
| 2008 | "Digital Girl" (Remix)                          | Jamie Foxx              | Intuition                             |
| 2009 | "Gifted"                                        | N.A.S.A.                | The Spirit of Apollo                  |
| 2009 | "Teriyaking"                                    | Teriyaki Boyz           | Serious Japanese                      |
| 2009 | "I Still Love H.E.R."                           | Teriyaki Boyz           | Serious Japanese                      |
| 2009 | "We Alright"                                    | Joe Young               | The Great Ape                         |
| 2009 | "What It Is"                                    | Sophia Fresh            | So Phreakin' Fresh                    |
| 2009 | "Flight School"                                 | GLC, T-Pain             | Love, Life & Loyalty                  |
| 2009 | "Diamonds"                                      | Teairra Mari            | At That Point                         |
| 2009 | "Alright"                                       | Twista                  | Category F5                           |
| 2009 | "Ego" (Remix)                                   | Beyoncé                 | I Am... Sasha Fierce                  |
| 2009 | "Hate"                                          | Jay-Z                   | The Blueprint 3                       |
| 2010 | "Live Fast, Die Young"                          | Rick Ross               | Teflon Don                            |
| 2010 | "Alors on danse" (Remix)                        | Stromae                 | Cheese                                |
| 2010 | "Deuces" (Remix)                                | Chris Brown             |                                       |
| 2010 | "Start It Up"                                   | Lloyd Banks             | The Hunger For More 2                 |
| 2010 | "Blazin'"                                       | Nicki Minaj             | Pink Friday                           |
| 2010 | "Welcome to the World"                          | T.I.                    | No Mercy                              |
| 2010 | "Pretty Girl Rock" (Remix)                      | Keri Hilson             | No Boys Allowed                       |
| 2011 | "Eyez Closed"                                   | Snoop Dogg              | Doggumentary                          |
| 2011 | "Party"                                         | Beyoncé                 | 4                                     |
| 2011 | "Touch It"                                      | Pusha T                 | Fear of God                           |
| 2011 | "Amen"                                          | Pusha T                 | Fear of God II: Let Us Pray           |

## Wideografia

### Wideoklipy
| Rok  | Tytuł                        | Reżyseria                                                |
| ---- | ---------------------------- | -------------------------------------------------------- |
| 2003 | "Slow Jamz"                  | Fat Cats                                                 |
| 2003 | "Through the Wire"           | Coodie & Chike                                           |
| 2004 | "Jesus Walks"                | Michael Haussman, Chris Milk, Coodie & Chike, Kanye West |
| 2004 | "All Falls Down"             | Chris Milk                                               |
| 2004 | "The New Workout Plan"       | Little X, Kanye West                                     |
| 2005 | "Diamonds from Sierra Leone" | Hype Williams                                            |
| 2005 | "Gold Digger"                | Hype Williams                                            |
| 2005 | "Heard 'Em Say"              | Joe DeMaio, Bill Plympton, Michel Gondry                 |
| 2006 | "Touch the Sky"              | Chris Milk                                               |
| 2006 | "Drive Slow"                 | Hype Williams                                            |
| 2007 | "Can't Tell Me Nothing"      | Hype Williams                                            |
| 2007 | "Stronger"                   | Hype Williams                                            |
| 2007 | "Good Life"                  | SoMe, Jonas and Francois                                 |
| 2008 | "Flashing Lights"            | Spike Jonze, Kanye West                                  |
| 2008 | "Homecoming"                 | Hype Williams                                            |
| 2008 | "Champion"                   | NEON                                                     |
| 2008 | "Love in This Club"          |                                                          |
| 2008 | "Good Morning"               | Takashi Murakami                                         |
| 2008 | "Love Lockdown"              | Simon Henwood                                            |
| 2008 | "Heartless"                  | Hype Williams                                            |
| 2008 | "God in Me"                  |                                                          |
| 2009 | "Welcome to Heartbreak"      | Nabil Elderkin                                           |
| 2009 | "Amazing"                    | Hype Williams                                            |
| 2009 | "Paranoid"                   | Nabil Elderkin                                           |
| 2009 | "Spaceship"                  | Chris Milk                                               |
| 2009 | "Two Words"                  | Coodie & Chike                                           |
| 2009 | "Street Lights"              | Javier Longobardo                                        |
| 2010 | "Coldest Winter"             | Nabil Elderkin                                           |
| 2010 | "Ego" Remix                  | Beyoncé & Frank Gatson Jr.                               |
| 2010 | "Power"                      | Marco Brambilla                                          |
| 2010 | "Runaway"                    | Kanye West                                               |
| 2011 | "All of the Lights"          | Hype Williams                                            |
| 2011 | "E.T."                       | Floria Sigismondi                                        |
| 2011 | "Monster"                    | Jake Nava                                                |
| 2011 | "Otis"                       | Spike Jonze                                              |
| 2012 | "Niggas in Paris"            | Kanye West                                               |
| 2012 | "Lost in the World"          | Ruth Hodben                                              |
| 2012 | "No Church in the Wild"      | Romain Gavras                                            |
| 2012 | "Mercy"                      | NABIL                                                    |

### DVD
| Title                               | Album details                                             |
| ----------------------------------- | --------------------------------------------------------- |
| The College Dropout Video Anthology | - Wydany: 22 marca 2005 - Wytwórnia: Roc-A-Fella, Def Jam |
| Late Orchestration                  | - Wydany: 2006 - Wytwórnia: Roc-A-Fella, Def Jam          |